# Volleyball-Bundesliga (damer)
Volleyball-Bundesliga för damer är den högsta volleybollserien på damsidan i Tyskland. Säsongen 2010/2011 spelades för första gången slutspel mellan de fyra främsta lagen. Under säsongen 2011/2012 de åtta främsta lagen spelade i Playoff omgången.

## Mästare
Följande lag har blivit tyska mästare i volleyboll. Sedan 1957 har en tysk mästare korats i Tyskland eller Västtyskland. Mellan 1951 och 1991 korades även en separat tysk mästare i Östtyskland.
Tyska volleybollförbundet
- 1957 – Pädagogische Hochschule Hannover
- 1958 – 1. VC Hannover
- 1959 – 1. VC Hannover
- 1960 – 1. VC Hannover
- 1961 – 1. VC Hannover
- 1962 – 1. VC Hannover
- 1963 – 1. VC Hannover
- 1964 – 1. VC Hannover
- 1965 – 1. VC Hannover
- 1966 – 1. VC Hannover
- 1967 – 1. VC Hannover
- 1968 – 1. VC Hannover
- 1969 – 1. VC Hannover
- 1970 – 1. VC Hannover
- 1971 – 1. VC Hannover
- 1972 – 1. VC Hannover
- 1973 – 1. VC Hannover
- 1974 – USC Münster
- 1975 – 1. VC Hannover
- 1976 – 1. VC Hannover
- 1977 – USC Münster
- 1978 – VC Schwerte
- 1979 – VC Schwerte
- 1980 – USC Münster
- 1981 – USC Münster
- 1982 – SV Lohhof
- 1983 – SV Lohhof
- 1984 – SV Lohhof
- 1985 – TGV Augsburg
- 1986 – SV Lohhof
- 1987 – Bayern Lohhof
- 1988 – Bayern Lohhof
- 1989 – CJD Feuerbach
- 1990 – CJD Feuerbach
- 1991 – CJD Feuerbach
- 1992 – USC Münster
- 1993 – CJD Berlin
- 1994 – CJD Berlin
- 1995 – Schweriner SC
- 1996 – USC Münster
- 1997 – USC Münster
- 1998 – Schweriner SC
- 1999 – Dresdner SC
- 2000 – Schweriner SC
- 2001 – Schweriner SC
- 2002 – Schweriner SC
- 2003 – SSV Ulm Aliud Pharma
- 2004 – USC Münster
- 2005 – USC Münster
- 2006 – Schweriner SC
- 2007 – Dresdner SC
- 2008 – Rote Raben Vilsbiburg
- 2009 – Dresdner SC
- 2010 – Rote Raben Vilsbiburg
- 2011 – Schweriner SC
- 2012 – Schweriner SC
- 2013 – Schweriner SC
- 2014 – Dresdner SC
- 2015 – Dresdner SC
- 2016 – Dresdner SC
- 2017 – SSC Palmberg Schwerin
- 2018 – SSC Palmberg Schwerin
- 2019 – Allianz MTV Stuttgart
- 2020 – Inte färdigspelad på grund av coronaviruspandemin
- 2021 – Dresdner SC
- 2022  – Allianz MTV Stuttgart
- 2023  – Allianz MTV Stuttgart
- 2024  – Allianz MTV Stuttgart
- 2025  – SSC Palmberg Schwerin

Tyska volleybollförbundet i Östtyskland
- 1951 – HSG Geschw. Scholl Halle
- 1952 – HSG Wiss. Halle
- 1953 – HSG Wiss. Halle
- 1954 – HSG Wiss. Halle
- 1955 – SC Wiss. Halle
- 1956 – SC Rotation Berlin
- 1957 – SC Wiss. Halle
- 1958 – SC Rotation Leipzig
- 1959 – SC Rotation Leipzig
- 1960 – SC Rotation Leipzig
- 1961 – SC Rotation Leipzig
- 1962 – SC Dynamo Berlin
- 1963 – SC Dynamo Berlin
- 1964 – SC Dynamo Berlin
- 1965 – SC Dynamo Berlin
- 1966 – SC Dynamo Berlin
- 1967 – SC Leipzig
- 1968 – SC Dynamo Berlin
- 1969 – SC Dynamo Berlin
- 1970 – SC Leipzig
- 1971 – SC Leipzig
- 1972 – SC Dynamo Berlin
- 1973 – SC Dynamo Berlin
- 1974 – SC Dynamo Berlin
- 1975 – SC Dynamo Berlin
- 1976 – SC Traktor Schwerin
- 1977 – SC Traktor Schwerin
- 1978 – SC Dynamo Berlin
- 1979 – SC Dynamo Berlin
- 1980 – SC Traktor Schwerin
- 1981 – SC Traktor Schwerin
- 1982 – SC Traktor Schwerin
- 1983 – SC Traktor Schwerin
- 1984 – SC Traktor Schwerin
- 1985 – SC Dynamo Berlin
- 1986 – SC Dynamo Berlin
- 1987 – SC Dynamo Berlin
- 1988 – SC Dynamo Berlin
- 1989 – SC Dynamo Berlin
- 1990 – SC Dynamo Berlin
- 1991 – SC Berlin